# Vangueriopsis rubiginosa
Vangueriopsis rubiginosa är en måreväxtart som beskrevs av Robyns. Vangueriopsis rubiginosa ingår i släktet Vangueriopsis och familjen måreväxter.
Artens utbredningsområde är Kongo. Inga underarter finns listade i Catalogue of Life.